# Erg Ferradj
Erg Ferradj es un municipio (baladiyah) de la provincia o valiato de Béchar en Argelia. En abril de 2008 tenía una población censada de 4406 habitantes.

## Geografía
Se encuentra ubicado al oeste del país, en al región desértica de Saoura, cerca de la frontera con Marruecos. El municipio se sitúa a una altitud de 589 metros (1,932 pies) al oeste de una extensa plantación de palmeras que cubre 3000 hectáreas a lo largo del lado occidental del río Oued Guir. Las colinas rocosas de la Hamada se encuentran a ambos lados del río, pero son más espectaculares en el lado oriental.